# Sun Yingsha
Dans ce nom chinois, le nom de famille, Sun, précède le nom personnel Yingsha.
Pour les articles homonymes, voir Sun.
Sun Yingsha (en chinois simplifié : 孙颖莎), née le 4 novembre 2000 à Shijiazhuang, est une pongiste chinoise. Elle est deux fois vice-championne olympique en simple : aux Jeux olympiques d'été de 2020 et aux Jeux olympiques d'été de 2024, elle perd ses deux finales contre sa compatriote Chen Meng. Elle est championne du monde en simple et en double mixte en 2025.

## Carrière
Lors des Jeux olympiques de la jeunesse de 2018 à Buenos Aires, elle remporte l'or en simple filles et en double mixte avec Wang Chuqin. Aux Jeux asiatiques de 2018, elle est double médaillée d'or, en double mixte et en équipe. Aux Championnats d'Asie de tennis de table 2019, elle est médaillée d'or en simple dames et par équipe et médaillée d'argent en double mixte. Elle est médaillée d'or en double dames avec Wang Manyu aux Championnats du monde de tennis de table 2019 à Budapest et est finaliste en simple dames de la Coupe du monde de tennis de table en 2020 à Weihai.
Elle perd en finale du simple femmes des Jeux olympiques d'été de 2020 à Tokyo face à sa compatriote Chen Meng et est médaillée d'argent.
Elle remporte les WTT Finals en 2021 et 2022 et le Grand Smash de Singapour 2022. 
Elle devient championne du monde en simple en 2023. Elle remporte également le titre en double mixte avec Wang Chuqin.
En 2024, elle est sacrée championne olympique à Paris en double mixte avec son compatriote Wang Chuqin. Ils s'imposent en finale contre la paire nord-coréenne composée de Ri Jong-sik et Kim Kum-yong par le score de 4 sets à 2. Elle représente le continent asiatique lors de la cérémonie de clôture de ces mêmes Jeux.
En 2025 elle conserve ses titres mondiaux en simple et en double mixte.

## Palmarès

### 2021
- Vainqueur du WTT Cup Finals Singapore 2021 - simple dame.
- Finaliste des Jeux olympiques d'été de 2020 en simple dames.
- Vainqueur des Jeux olympiques d'été de 2020 en équipes.

### 2022
- Vainqueur du Grand Smash de Singapour 2022 - simple dame.
- Vainqueur du WTT Champions Macao 2022 - simple dame.
- Vainqueur du WTT Cup Finals Xinxiang 2022 - simple dame.

### 2023
- Vainqueur du Grand Smash de Singapour 2023 - simple dame.
- Vainqueur du WTT Champions Xinxiang 2023 - simple dame.
- Vainqueur du WTT Star Contender Ljubljana 2023 - simple dame.
- Vainqueur du WTT Star Contender Lanzhou 2023 - simple dame.
- Vainqueur du WTT Finals Women Nagoya 2023 - simple dame.

### 2024
- Vainqueur du WTT Star Contender Doha 2024 - simple dame.
- Finaliste des Jeux olympiques d'été de 2024 en simple dames.
- Vainqueur des Jeux olympiques d'été de 2024 en équipes.
- Vainqueur en double mixte, avec Wang Chuqin, des Jeux olympiques d'été de 2024.

### 2025
- Victoire en coupe du monde en simple
- Championne du monde en simple et en double mixte.